# Theophil Rzepnikowski
Theophil Rzepnikowski, né le 5 février 1843 à Radowiska et mort le 8 février 1922 à Lubawa, est un médecin et homme politique allemand, membre du Reichstag de l'Empire allemand.

## Biographie
Il étudie au lycée de Kulm puis aux universités de Breslau, Königsberg et Berlin. Très impliqué dans le mouvement coopératif, il est membre du conseil d'administration de l'Association des coopératives commerciales et économiques polonaises dans les provinces de Posen et de Prusse occidentale. Il dirige également une grande association de prêts à l'avance à Löbau et est actif dans l'administration du district, de la ville et de l'église.
De 1890 à 1898, il est député au Reichstag allemand pour le Reichstagswahlkreis Regierungsbezirk Marienwerder 2 (de) (Rosenberg (Prusse occidentale) – Löbau) pour le parti polonais. Entre 1894 et 1898, il est également membre de la Chambre des représentants de Prusse.